# Luttár Mihály
Luttár Mihály 17. században élt kisnemes, a neve alapján valószínűleg a Tótságból származott, s szlovén nemzetiségű lehetett. A Muraközben élt, Nagyattakon, amely Légráddal szemben van. Itt volt egy kúriája is. Bánffy István országbíró magyar és latin nyelvű naplójegyzetei annak halála után jutottak a kezébe, amelyeket néhány jegyzettel ő is bővített 1650-51 táján. Ezek a Bánffyakról szólnak, akiknek a Tótságban voltak birtokai. Ugyanakkor saját családjáról is készített jegyzeteket.